# Music Man (film)
Music Man (eng: The Music Man) är en amerikansk musikalfilm från 1962 i regi av Morton DaCosta. Filmen är baserad på scenmusikalen med samma namn av Meredith Willson från 1957. I huvudrollerna ses Robert Preston och Shirley Jones.

## Rollista i urval
- Robert Preston - Harold Hill
- Shirley Jones - Marian Paroo
- Buddy Hackett - Marcellus Washburn
- Paul Ford - Borgmästare George Shinn
- Hermione Gingold - Eulalie Mackechnie Shinn
- Pert Kelton - Mrs. Paroo
- Ronny Howard - Winthrop Paroo
- Susan Luckey - Zaneeta Shinn
- Timmy Everett - Tommy Djilas
- Harry Hickox - Charlie Cowell
- The Buffalo Bills (Vern Reed, Al Shea, Wayne "Scotty" Ward, Bill Spangenberg) - The School Board
- Charles Lane - Konstapel Locke
- Mary Wickes - Mrs. Squires (Pick-a-little Ladies)
- Peggy Mondo - Ethel Toffelmier (Pick-a-little Ladies)
- Sara Seegar - Mrs. Maud Dunlop (Pick-a-little Ladies)
- Adnia Rice - Alma Hix (Pick-a-little Ladies)
- Jesslyn Fax - Avis Grubb
- Monique Vermont - Amaryllis
- Ronnie Dapo - Norbert Smith

## Musik i filmen i urval
- "Ya Got Trouble", Robert Preston, ensemblen
- "Goodnight, My Someone", Shirley Jones
- "Lida Rose/Will I Ever Tell You?", Shirley Jones, The Buffalo Bills
- "Till There Was You", Shirley Jones